# لونا ۲۷
لونا ۲۷ (به انگلیسی: Luna 27) ویا (Luna-Resurs lander) به معنی (کاوشگران لونا) یک مأموریت برنامه‌ریزی شدهٔ کاوشگری رباتیک در ماه توسط آژانس فضایی فدرال روسیه (Roscosmos) با همکاری آژانس فضایی اروپا (ESA) است. این مأموریت برای ارسال یک کاوشگر به حوضهٔ قطب جنوب–آیتکن که یکی از منطقه‌های ناشناخته در ماه است طرح و برنامه‌ریزی شده و ادامهٔ برنامهٔ کره ماه (رباتیک) است.
هدف از این کاوشگری بررسی چشم‌انداز وجود مواد معدنی قابل استفاده، مواد فرار، و یخ‌آب در مناطق همیشه در سایهٔ ماه و بررسی پتانسیل استفاده از این منابع طبیعی است. در دراز مدت، ساختن یک پایگاه قابل سکونت در آن سوی دیگر ماه در نظراست که می‌تواند منافع علمی و تجاری به ارمغان بیاورد.
مشارکت آژانس فضایی اروپا در این مأموریت قرار است که در ماه‌های پایانی سال ۲۰۱۶ در نشست وزیران تأیید شود. در صورت تصویب، اروپا با توسعهٔ نوع جدیدی از سیستم فرود خودکار به این پروژه کمک خواهد کرد. آژانس فضایی اروپا همچنین ارائهٔ «بستهٔ چشم‌انداز» را که شامل بسته‌های حفاری، نمونه برداری، بررسی نمونه، پردازش و تجزیه و تحلیل است را به عهده خواهد گرفت. دریل چکشی این بسته به گونه‌ای طراحی شده که بتواند تا عمق ۲ متر پایین رفته و به جمع‌آوری نمونه‌های یخ سیمانی برای آزمایشگاه پردازندهٔ کوچکی که درون کاوشگر است و پروسپا (ProSPA) نام گرفته بپردازد.
خبر مأموریت این کاوشگر در نوامبر ۲۰۱۴ توسط روسیه اعلام شد، و این کشور در حال برنامه‌ریزی راه‌اندازی آن برای سال ۲۰۲۰ میلادی است.